# DEAR (小説)
『DEAR』（ディア）は、新井輝/著、久瀬たかし/イラストによる日本のライトノベル。2001年3月より発刊中。富士見ミステリー文庫刊。短編集においては季遊月あすか/本文イラスト、朝倉哲也/口絵デザイン。
本編の各巻タイトルに曜日名がつけられていることから、曜日シリーズとも呼ばれる。木曜のあとがきによれば、ゲームを意識して書かれた作品とのことで、繰り返される一日と、そのたびに選択肢が変更されていくという手法はまさしくアドベンチャーゲームのようである。

## 概要
物語の特徴として物語の初めに3人の人間が死んでしまっており、事件が起こる前の時間に戻り3回のうちにそれを回避することを目指し行動する。犯人と解決者の2人だけが時間が繰り返されているということに繰り返しの初めから気づくことができる。事件開始時の1回ごとに犯人と解決者の記憶が任意で消去することができる。2回目以降は（任意ではあるが）解決者の記憶は失われない、ということが物語を通しての特徴となっている。1,2巻においては青山正吾が解決者の役割を繰り返すが、3巻においては青山正吾と真鶴千尋、4巻においては市ヶ谷一美となっている。

## ストーリー
1巻：少女がくれた木曜日
気がつくと青山正吾は不思議な世界にいた。そこで出会った少女トーカにより説明を受ける。現実世界のある出来事で正吾を含め3人の人間が死んでしまったこと。そして、その日を3回繰り返すうちにそれを回避してもらいたいということ。現実世界に戻った正吾を待っていたのは、悪魔の衣装を着た謎の人物による殺人と、単純なようでいて複雑な愛憎劇であった。
2巻：あの娘を信じる金曜日
乃木坂秋葉と恋人同士になった青山正吾は、最近うまくいっていなかった。そんな中迎えた文化祭二日目、正吾は再び死んでしまい3回の繰り返しで殺人事件を防ぐこととなった。再び現れる悪魔の衣装を着た人物。犯人は前回と同じなのか違うのか。そして、隠されていた思いが明らかとなっていく。
3巻：二人で見つめる土曜日
皆とスキー旅行に来た大雪の山荘で、女友達の真鶴千尋と共に一日を繰り返すこととなった青山正吾。3人しか死なないはずなのに次々と殺されていく山荘の客達。その謎を解く鍵は文化祭での事件にあった。その過程で、正吾と千尋は互いの関係を見つめ直すこととなる。
4巻：貴方に言えない日曜日
2月14日、この日を繰り返すこととなったのは市ヶ谷一美であった。最近すれ違いが続く恋人の赤井貴博を気にしつつも、自分の強さを信じて殺人事件の謎を追っていく一美。そして一美は自分の弱さと直面することとなる。

## 登場人物
青山正吾（あおやま しょうご）
私立時輪台大付属高校1年1組、出席番号1番。シリーズ開始時点で15歳。テレビゲームが趣味で、トーストは六枚切りでないと落ち着かない。木曜・金曜・土曜の主人公。普段はどちらかといえばぼんやりとした性格で、感情を露にすることもあまりない。しかし、一度真剣になると行動力が急上昇し、とことんまで物事と向き合うタイプ。困っているひとを見捨てられず、また他人とのつながりを大切にしている。この正吾の真剣な言葉と行動によって、事件・事件外にかかわらず危機的な状況から救われたひとは数多い。正吾のこういった性質を貴博は「時々ミラクル起こす」と、千尋は「直感の人」と評していた。
また、そんなところが好感をもたれるらしく、周囲の女の子たちから恋愛感情を向けられることが多いが、本人はいたって鈍感。秋葉をやきもきさせている。
実は生前の冬華（トーカ）とは偶然に出会っており、彼女を励ましているが、正吾はそのことを覚えていない。トーカが正吾を選んだのはこの出会いが大きいようである。なお、ふたりの関係を千尋は「恋人みたい」と評していた。
乃木坂秋葉（のぎざか あきは）
正吾のクラスメイトで、クラス委員長である。大きな眼鏡と一部だけ編んで前に垂らした髪形が特徴。真面目な性格で、成績も優秀、まわりへの気遣いもできる性格だが、その真面目さが裏目にでてしまい、思い込みの激しさが顔をのぞかせてしまうこともある。また、人を気遣っているうちに、我慢を抑えきれなくこともあり、正吾と付き合いはじめた金曜以降もケンカしてしまうことが珍しくない。生前の冬華に対しても素直になることができず、本人も悔やんでいた。この一途で頑なな性格が災いして、当初は貴博や一美からはあまりよく思われておらず、やり直しの日には正吾との関係で千尋と対立することもあった。しかし、こういったギクシャクとした関係は、シリーズが進むにしたがって改善、むしろ一美などからは一目置かれるようになる。
中学生のときに、周囲に学園祭の準備を押し付けられたとき、正吾が助けてくれたことを大切に思っており（正吾は忘れていると思っていた）、彼と仲良くなりたいと思っているが、行動に移せずにいた（木曜）。事件をきっかけに付き合うようになるが、事件がなければ（つまりトーカが正吾を選ばなければ）という想いはつよかったようで、土曜日では正吾や千尋にその苦しみを吐露していた。
真鶴千尋（まなづる ちひろ）
正吾のクラスメイトで友人。土曜では準メインをつとめた。写真部部員で、その縁で出版社でバイトもしている。気に入った光景があると相手の意思などお構いなしでシャッターを切る。基本的には楽天的かつ物怖じしない性格である。女であることを感じさせないタイプというのが正吾の評価で、本人もそのスタンスを望んでいる。真面目な話は苦手で、本人は結構突拍子もないこと（「友情のキス」等）を言い出すが、言われるのには慣れていないようである。正吾との関係で秋葉とはギクシャクとすることもあったが、土曜終了時点では友人といっていい間柄。
土曜日では、正吾に秋葉が一番で、自分は二番目の存在（友達）でいいと告げていた。しかし、メインをつとめた「カバーガールは似合わない」（『定休日』）での一人称などから察するかぎり、複雑な想いがあるようである。その割に「嘘とホントと、やはり嘘」（『同』）などで秋葉の世話を焼いているあたり、お人好しな性格をしている。
なお、金曜のあとがきによれば、彼女と正吾とのカップルを期待する声もあったようだが、作者には選んでもらえなかった。作者のお気に入りキャラで、土曜では準メインだが、その反動で日曜では「千尋はもういいかな」と言われてしまうなど、作中もっとも不幸な役回りにあるキャラクターであると思われる。
市ヶ谷一美（いちがや かずみ）
正吾の先輩で2年生。日曜のメイン。貴博と付き合っており、彼女から告白した模様。演劇部に所属しており、スカウトから声をかけられるほどの力量である。将来は役者になりたいと思っており、演劇に関しては非常に真剣である。そのため、ほかの部員からは敬遠されているところもあり、いじめを受けたこともある。性格も基本的にまじめで、多少激しくはある。妹の双海のことを大事に思っている。貴博のことも大切に感じており、それがゆえに演劇と恋愛の両立に苦しんだり、別れようと決意することもあった。（男女関係とは別の意味で）正吾のことは頼りに思っている。
赤井貴博（あかい たかひろ）
正吾のクラスメイトで友人。長髪のハンサムで、運動神経も抜群なため女子からは人気があるが、一美と付き合っており、彼女一筋である。シリーズ開始の時点では、正吾との関係は「クラスメイト」以上のものでしかなく、冷たい面をのぞかせることもあったが、木曜中盤において親友といっていい間柄になり、秋葉や一尋だけでなく、ときには一美に対してさえも正吾を庇ってみせるなど、友情に篤いところをみせている。年頃の少年らしく、Hな方面への興味は人一倍なようで、その方面への温度差もあって一美との間でトラブルが絶えない。
中学時代に友達が自殺しており、積極的に友人関係を築くことをしなかったのも、このことに起因していると思われる。木曜中盤で正吾にこのことを告白している。
市ヶ谷双海（いちがや ふたみ）
一美の妹で正吾たちの同級生。8組と思われる（「カバーガールは似合わない」『定休日』）。姉とは対照的で、非常におとなしい性格で、同級生の正吾たちにも「～です」など敬語で話すことが多い。姉を尊敬しており、彼女への批判・悪口に対しては普段とはうって変わって激しく反論する。おなじ演劇部で衣装などを担当しており、手先はかなり器用。料理なども上手なようである。
木曜・土曜の「事故」の犯人である。木曜では文字通り（いわゆる推理小説における意味での一般的な）犯人であるが、土曜についてはこのシリーズならではの「犯人」となっている。
真鶴一尋（まなづる かずひろ）

高島優子（たかしま ゆうこ）
正吾の従姉妹で、時輪大付属高校のOG。エスカレーター式の時輪大付属にかかっていたにもかかわらず、なぜか浪人生をしている。性格はマイペースでおっとりしており、とくに寝起きはきわめて悪い。起きたあとでもぼんやりとしていることが多く、気づけば二度寝している。また、正吾に対しては相当に無防備で、秋葉たちを茫然とさせることもある。料理の腕はプロ並みで、その腕を頼りにされるととても喜ぶ。将来の夢は両親がやっている食堂を継ぐことである（「寝起きの悪い定休日」『定休日』）。
金曜の「犯人」である。この犯人は通常の推理小説での犯人の概念とはかなり異なっている。
トーカ
正吾や一美の夢（のような空間）のなかにあらわれる少女。見た目は10歳前後で、頭に光の輪、背中には翼という天使のような容姿をしている。<時間的複雑構造体>（クロノマチック・コンプレクス）の管理局所属の修復担当官（リノベーター）である。正吾たちに<三回のチャンス>を与える存在である。人懐っこい性格で、笑顔を絶やさない。彼女とあったひとは、例外なく彼女のことを誉めている。
もとは普通の人間で、秋葉の妹、乃木坂冬華。生前正吾が励ましてくれたことを大切に思っており、彼を頼るのもそのためである。意識的には無意識的にか、姉のために行動をとってしまうことがあるようで、千尋に謝ったこともある。
エイミ
<時間的複雑構造体>（クロノマチック・コンプレクス）の管理局所属の修復担当官（リノベーター）のひとり。双海の夢のなかに登場したようだが、セリフなどはない（『定休日』終了時点）。なお、ほかに修復担当官にはヒーロという人物も出てきているが、活躍の機会はまだない。
市ヶ谷姉妹の母である。
船堀樹里子（ふなぼり きりこ）
正吾のクラスメイトで、秋葉とは友人。小説を書くのが趣味で、懸賞に送ったり、演劇部の脚本を書いたりもしている。やや思い込みはつよい性格で、一美とはぶつかったこともある。また秋葉を心配するあまり、金曜では正吾につらくあたることも多かった。土曜以降、関係は改善されていき、メインをつとめた「嘘とホントと、やはり嘘」（『定休日』）では、正吾に小説を下読みしてもらうまでになっていた。
金曜の犯人のひとり （「事故」の犯人ではない） 。また、「嘘と～」では正吾に思いをよせていることも発覚した。
篠崎美貴（しのざき みき）

## 備考
木曜日のあとがきで、作者は西澤保彦の『七回死んだ男』の影響で、このシリーズのプロットを考えたと述べている。ただし、西澤がタイム・ループの機能を極限まで推理小説のトリックとして機能させているのと比較すれば、曜日シリーズでの使われかたは人間ドラマを盛り上げるための装置となっている面がつよい（そのため、短編集ではタイム・ループさえ使用していない）。

## 既刊一覧
- 新井輝（著）、富士見書房〈富士見ミステリー文庫〉、全5冊
  - 『DEAR 少女がくれた木曜日』、2001年3月23日発売[1]、ISBN 4-8291-6116-7-C0193
  - 『DEAR2 あの娘を信じる金曜日』、2001年9月25日発売[2]、ISBN 4-8291-6137-X-C0193
  - 『DEAR3 二人で見つめる土曜日』、2002年3月25日発売[3]、ISBN 4-8291-6159-0-C0193
  - 『DEAR4 貴方に言えない日曜日』、2002年12月25日発売[4]、ISBN 4-8291-6191-4-C0193
  - 『DEAR DIARY1 寝起きの悪い定休日』、2004年2月10日発売[5]、ISBN 4-8291-6244-9-C0193